# Alma Hayden

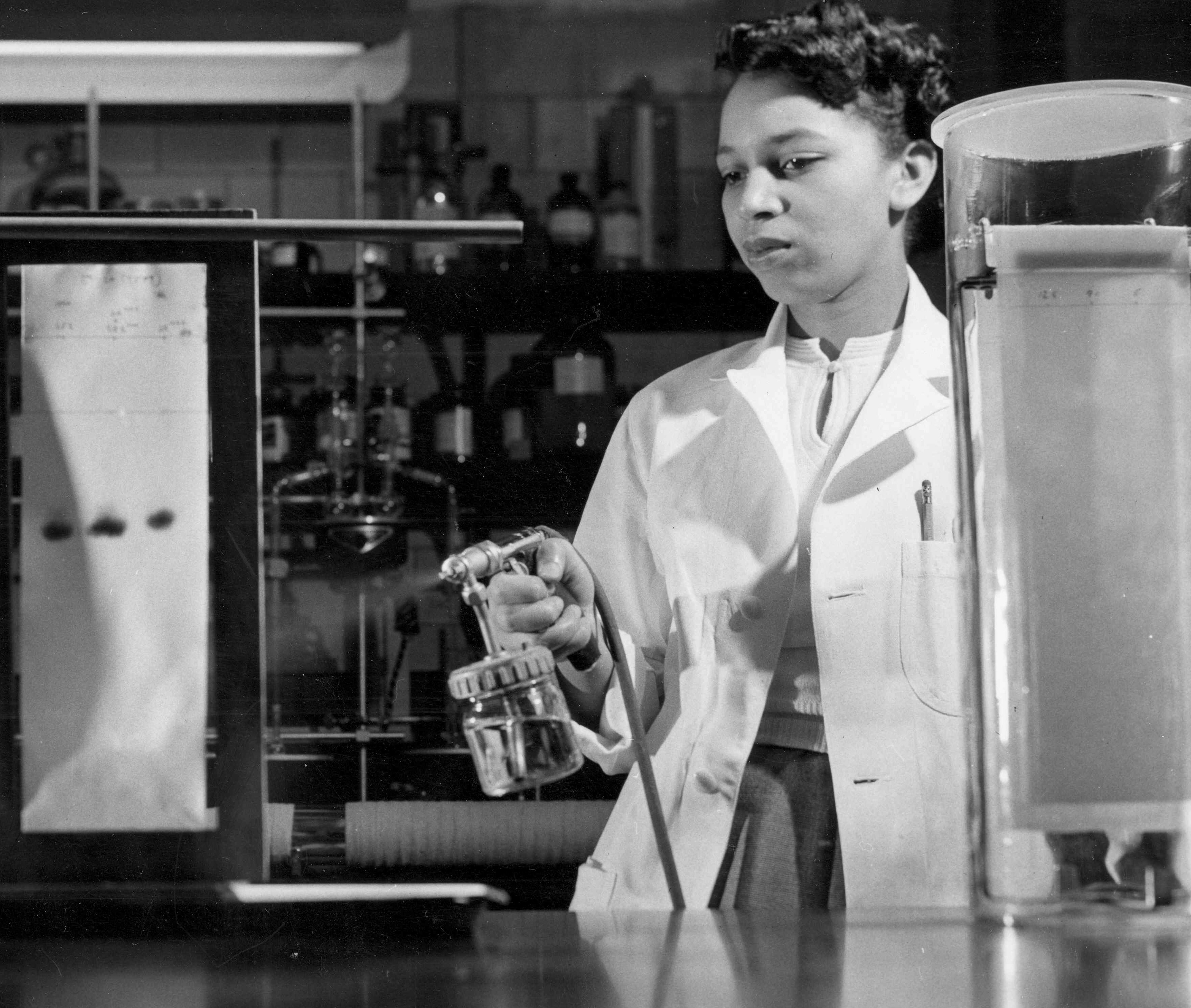
Alma Levant Hayden besprüht ein Chromatogramm

Alma Levant Hayden (* 27. März 1927 in Greenville, South Carolina, Vereinigte Staaten; † 2. August 1967) war eine amerikanische Chemikerin und eine der ersten afroamerikanischen Frauen, die eine Stelle als Wissenschaftlerin bei einer wissenschaftlichen Behörde in Washington, D.C. erhielt. Als Leiterin der Spektrophotometrie-Abteilung der Abteilung für Pharmazeutische Chemie der Food and Drug Administration leitete sie die Analyse des angeblichen Krebsmittels Krebiozen.

## Leben und Werk
Hayden besuchte das South Carolina State College und erhielt 1947 einen Abschluss mit Auszeichnung. Sie absolvierte ein Aufbaustudium an der Howard University, wo sie verschiedene Methoden der chemischen Analyse bei Lloyd Noel Ferguson studierte und ein Stipendium des Office of Naval Research für ihre Forschung über die elektrolytische Oxidation und Reduktion einiger Pyridinverbindungen erhielt. Nachdem sie im Juni 1949 ihre Masterarbeit fertiggestellt hatte, arbeitete sie zwei Jahre lang als Fergusons wissenschaftliche Mitarbeiterin an der Howard University und vertiefte ihr Fachwissen in der Infrarotspektroskopie.
1951 nahm sie eine Stelle als organische Chemikerin und später als Steroidchemikerin am National Institute of Arthritic and Metabolic Diseases an, wo sie neue Methoden zur Analyse organischer Substanzen und synthetischer Analoga anwandte. Sie heiratete einen Kollegen, den Chemiker Alonzo R. Hayden, und bekam zwei Kinder. Mitte der 1950er Jahre wechselte Hayden zur Food and Drug Administration (FDA).

## Innovationen in der Spektroskopie
Haydens Arbeit auf dem Gebiet der Papierchromatographie war nur eine von mehreren neuen Analysemethoden, die sie anwandte, um die wissenschaftliche Forschung auf Bundesebene voranzutreiben. Sie wurde eine landesweit anerkannte Expertin für die damals neu entwickelt Technik der Spektrophotometrie. Die FDA erhielt erst 1947 ein eigenes Infrarot-Spektralphotometer, doch schon Mitte der 1950er Jahre waren Spektralphotometrie und Haydens Fachwissen zu diesen Methoden für die Arbeit der Behörde im Bereich der analytischen Arzneimittelchemie von großem Vorteil.

## Weiterentwicklung der Arzneimittelanalyse bei der FDA
1956 begann Hayden als analytische Chemikerin in der Abteilung für Pharmazeutische Chemie der FDA zu arbeiten. Ihre Expertise in der Infrarotspektroskopie war für die pharmazeutische Analyse und die Identifizierung von Verfälschungen von unschätzbarem Wert. Bis Anfang der 1960er Jahre hatte sie 17 Artikel veröffentlicht, die sich hauptsächlich mit verschiedenen Aspekten der Infrarotspektroskopie befassten, darunter die Absorptionsspektren der US-amerikanischen Pharmakopöe-Standards sowie Techniken zur Identifizierung von Steroiden, Barbituraten und Sulfonamiden. Im Mai 1963 wurde sie zur Leiterin der Abteilung für Spektrophotometrie ernannt. Ungefähr 6 Monate zuvor verabschiedete der Kongress die Arzneimitteländerungen von 1962 zum Federal Food, Drug, and Cosmetic Act, die Reformen der Arzneimittelregulierung auf Bundesebene einführten, die die Durchführung klinischer Forschung verändern und einen strengeren Standard für die Vermarktung in den USA festlegen sollten, indem für Arzneimittel Nachweise ihrer Wirksamkeit vorliegen mussten. Darüber hinaus mussten Arzneimittelsponsoren wie schon seit 1938 einen Antrag auf Zulassung eines neuen Prüfpräparats (IND) einreichen, diesmal jedoch mit der ausdrücklichen Genehmigung der FDA, klinische Studien zur Bestimmung der Wirksamkeit von Arzneimitteln durchzuführen. Das Produkt Krebiozen löste eine umfassende Untersuchung durch die FDA aus, die in hohem Maße von Haydens Fachwissen abhing.

## Krebiozen
Das Medikament Krebiozen wurde als Heilmittel gegen Krebs beworben und in den 1950er und 1960er Jahren zu extrem hohen Preisen verkauft. Unter der Leitung von Hayden zeigte ein Team, dass es tatsächlich nur in Mineralöl gelöstes Kreatinmonohydrat enthielt, in einigen Fällen sogar nur Mineralöl ohne erkennbare Wirkstoffe. Dies führte später zu einem Prozess gegen die Erfinder und Förderer von Krebiozen. Der Fall endete nach einem neunmonatigen Prozess mit einem Freispruch, da sich die Jury nicht einigen konnte.
1946 entwickelte der in Argentinien lebende jugoslawische Arzt Stevan Durovic das Medikament Kositerin. Er extrahierte dazu das Blutserum von Rindern, die er mit Actinomyces bovis behandelt hatte. Er glaubte, dass damit Bluthochdruck behandelt werden könnte. Durovic brachte die Substanz an die Northwestern University, wo sich herausstellte, dass sie kein therapeutisches Potenzial hatte. Das Produkt wurde jedoch von dem Krebsforscher Andrew Ivy, geschäftsführender Direktor des National Advisory Cancer Council von 1947 bis 1951 und Autor des Nürnberger Kodex für Ethik bei Experimenten am Menschen, empfohlen, was dem Wirkstoff eine Form der Legitimität verlieh.
Bis Anfang der 1960er Jahre wurden Tausende von Patienten mit Krebiozen-Injektionen behandelt. Obwohl das beliebte und profitable Produkt eine große Zahl Anhänger hatte, fehlten jegliche klinische Beweise für krebshemmende Eigenschaften. Tatsächlich hatten die Inhaber der Rechte an Krebiozen 1961 mit dem National Cancer Institute (NCI) über die Durchführung einer gemeinsamen Studie des Medikaments diskutiert, konnten sich jedoch nicht auf die hierfür geeigneten Forschungsmethoden einigen.

### Leitung der internen Analysen der FDA
Als die FDA 1962 ihre Untersuchung zu Krebiozen einleitete, erhielt sie vom NCI eine Probe und ein Infrarotspektrum des Produkts. Nach wiederholten Anfragen lieferte Durovic der Behörde auch ein Gramm Krebiozen. Die kurz vorher zur Leiterin der Spektrophotometrie-Abteilung ernannte Hayden leitete das Team, das die Krebiozen-Proben mittels Infrarotspektrophotometrie analysierte. Beide Spuren deuteten darauf hin, dass die Probe eine im Blut vorhandene Aminosäure enthielt. Hayden wies die Studentin Ruth Kessler an, eine Bibliothek von 20.000 chemischen Chromatogrammen zu durchsuchen, um eine mögliche Übereinstimmung mit der Krebiozen-Probe zu finden. Kessler fand sie eine Übereinstimmung mit Kreatin.

### Außeruniversitäre Analyse
Um die Ergebnisse von Haydens Team zu bestätigen, ließ die FDA mehrere externe Analysen mit verschiedenen Methoden von Wissenschaftlern und vom NCI durchführen. In jeder Studie wurden entweder Röntgenbeugung, Massenspektrometrie, mikroskopische Kristallographie, Dünnschicht- und Papierchromatographie sowie das Verhalten beim Schmelzen verwendet. Jede Studie bestätigte, dass es sich bei der Probe entweder um Kreatin oder Kreatinin handelte.

### Prozess
Die FDA nutzte diese zahlreichen Studien, um eine Anklage gegen Durovic und Ivy aufzubauen, die in 49 Fällen des Verstoßes gegen bundesstaatliche Arzneimittelvorschriften angeklagt wurden, darunter Vermarktung eines nicht zugelassenen Medikaments, Verstoß gegen IND-Vorschriften, Abgabe falscher Angaben gegenüber der FDA, Verfälschung und Betrug. Der Fall war äußerst umstritten, da Patienten und Familien, die fälschlicherweise glaubten, Krebiozen könne Krebs heilen, populistische Unterstützung erhielten. Der Prozess kam im April 1965 vor Gericht und dauerte bis Januar 1966. 179 Zeugen wurden angehört und 20.000 Seiten amtlicher Protokolle wurden vorgelegt. Hayden war eine von mehreren Zeuginnen, die die chemische Identität von Krebiozen bezeugten und unwiderlegbar darlegten, dass es sich bei der Substanz tatsächlich um Kreatin handelte. Die Verteidigung nutzte jedoch den Mangel an wissenschaftlicher Sachkenntnis der Jury aus und diese sprach die Angeklagten frei. Mehrere Jahre später stellte sich heraus, dass mindestens ein Geschworener während des Prozesses von Pro-Krebiozen-Propaganda beeinflusst worden war. Er wurde wegen Missachtung des Gerichts zu einer Gefängnisstrafe verurteilt.
Hayden starb im folgenden Jahr im Alter von 40 Jahren an Krebs.

## Veröffentlichungen (Auswahl)
- mit David F Johnson, Erich Heftmann: Determination of Individual Adrenocortical Steroids in Urine Get access Arrow. Acta Endocrinologica, Volume 23, Issue 4, 1956, S. 341–356. doi:10.1530/acta.0.0230341.